# Yacine Titraoui
Yacine Mohamed El Ghazali Titraoui (M'Sila, 26 juli 2003) is een Algerijns voetballer die bij voorkeur als centrale middenvelder speelt. Hij tekende in 2024 voor Charleroi.

## Clubcarrière
Titraoui scoorde 13 doelpunten in 85 competitieduels voor Paradou AC in de Algerijnse competitie. Op 12 juli 2024 tekende hij een driejarig contract bij Charleroi. Zestien dagen later debuteerde hij tegen Antwerp. Op 21 december 2024 scoorde de Algerijn zijn eerste competitietreffer tegen Sint-Truiden.
1 Patron ·
2 Bager ·
3 Knezevic ·
4 Van Cleemput ·
5 Camara ·
6 Zorgane ·
7 Mbenza ·
8 Guiagon ·
9 Dabbagh ·
10 Badji ·
12 Closset ·
13 Benbouali ·
15 Dragsnes ·
16 Koffi ·
17 Bernier ·
18 Heymans ·
19 Štulić ·
21 Andreou ·
22 Trebel ·
25 Marcq ·
26 Ilaimaharitra  ·
27 Monticelli ·
29 Rogelj ·
32 Boukamir ·
37 Dari ·
42 Lutte ·
44 Morioka ·
55 Delavallée ·
66 Ozornwafor ·
80 Sylla ·
98 Petris ·
Coach: De Mil